# Gärdslösa
Gärdslösa är en småort i Borgholms kommun, kyrkby i Gärdslösa socken, som består av byarna Norra Gärdslösa och Södra Gärdslösa. 
Här ligger Gärdslösa kyrka, invid vilken den bäck rinner, som efter dikten Näcken av Erik Johan Stagnelius, född i Gärdslösa prästgård, brukar kallas Silverbäcken. Prästgården används idag som antikvariat och kafé.